# نصب الجندي المجهول (غزة)
نصب تذكاري مبني على قبر جندي فلسطيني مجهول في وسط مدينة غزة في الحديقة المقابلة لمبني المجلس التشريعي الفلسطيني أقيم في عام 1957 ودمرته الجيش الإسرائيلي العام 1967 وأعادت السلطة الفلسطينية بناءه من جديد حيث أزاح الرئيس الفلسطيني ياسر عرفات الستارة عنه العام 2000، له أهمية رمزية عند الكثير من سكان قطاع غزة، حيث تقام بالقرب منة عادة الكثير من النشاطات والفعاليات الوطنية وخيمات الاعتصام.

## وصف النصب
هو عبارة عن قاعدة خرسانية ترتفع نحو مترين يتم الوصول لها بعد صعود ست درجات.
في أعلاها تمثال لجندي يرتدي بزته العسكرية بكامل عتاده ويحمل سلاحاً في يده اليمنى، في حين يشير بإصبع السبابة من يده اليسرى في اتجاه الشرق (القدس).
محفور على القاعدة الرخامية من الجانب الأول خارطة فلسطين وخطت أسفلها آية قرآنية "ولا تحسبن الذين قتلوا في سبيل الله أموتاً بل أحياء عند ربهم يرزقون"، ورسم في الجانب الثاني علم فلسطين بألوانه الأربعة، موضوع على سارية كتب أسفله عبارة :
لينشر بعد طي ذلك العلم ولينتعش أمل يكبو به الألم إن شاء الله.
وفي الجانب الثالث من القاعدة الخرسانية كتبت أبيات من الشعر تقول:
للأوطان في دم كل حر يد سلفت ودين مستحق
كما كتب في الجانب الرابع أبيات أخرى للشاعر أبو القاسم الشابي تحت خارطة للوطن العربي:
إذا الشعب يوماً أراد الحياة فلا بد أن يستجيب القدر
ولا بد لليل أن ينجلي ولا بد للقيد أن ينكسر

## محاولات إتلاف
تعرض للعديد من محاولات الإتلاف والتدمير على مر الزمن حيث دمره الجيش الإسرائيلي مع احتلاله لقطاع غزة عام 1967 ومع عودة السيادة العربية بشكل السلطة الفلسطينية تم اعماره ثم تعرض لمحاولة تفجيير 2005/12/6 بقصف صاروخي إسرائيلي، وفي تاريخ 2007/6/14 تم تفجيره من قبل عناصر متشددة، ثم عمرته بلدية غزة. ثم دمره الاحتلال الاسرائيلي خلال إجتياح 2023.